# Veikko Helle

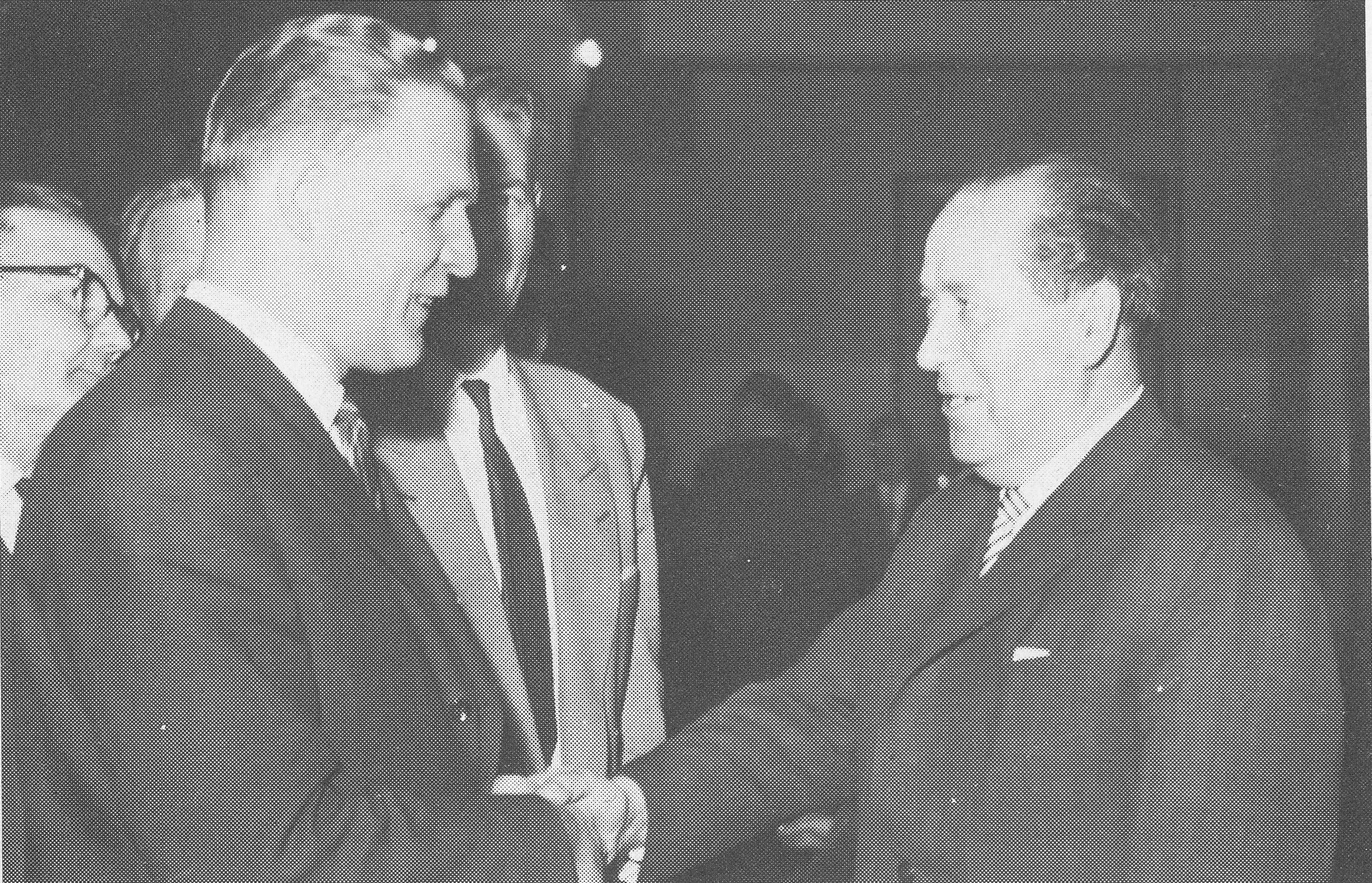
Veikko Helle (links) mit dem Vorsitzenden der Sozialdemokratischen Partei Rafael Paasio (1963).

Veikko Kullervo Helle (* 11. Dezember 1911 in Vihti; † 5. Februar 2005 in Lohja) war ein finnischer Politiker der Sozialdemokratischen Partei Finnlands (SDP), der unter anderem zwischen 1951 und 1983 Mitglied des Parlaments sowie von 1970 bis 1971 stellvertretender Ministerpräsident war. Er fungierte zudem 1970, zwischen 1970 und 1971, 1972 und von 1982 bis 1983 als Arbeitsminister und zwischenzeitlich von 1976 bis 1978 als Parlamentspräsident.

## Leben
Veikko Kullervo Helle war ein Sohn des Tischlers und Politikers Edvard Helle (1879–1931), der für die Sozialdemokratische Partei von 1907 bis 1908, zwischen 1909 und 1911 sowie von 1919 bis 1921 ebenfalls Abgeordneter des Reichstages beziehungsweise des Parlaments war, und dessen Ehefrau Alina Aleksandra Videll. Er selbst absolvierte nach dem Besuch der Volksschule eine Berufsausbildung zum Tischler in der Werkstatt seines Vaters und absolvierte 1932 die Työväen Akatemia, eine öffentliche Schule mit mehr als 300 Plätzen in Kauniainen, die 1924 gegründet wurde, deren Lehrschwerpunkte auf sozialwissenschaftlichen, geisteswissenschaftlichen, verhaltenswissenschaftlichen und kulturwissenschaftlichen Fächern sowie Sprachen auf universitärem Niveau liegen. Er unternahm Studienreisen in die nordischen Länder, Mitteleuropa, Sowjetunion, USA und Brasilien und arbeitete später als Tischler in der Matti Kuusela-Fabrik in Hyvinkää, im Ladenbetrieb seiner Brüder sowie schließlich bis 1951 als selbständiger Kaufmann. Daneben begann er sein politisches Engagement für die Sozialdemokratische Partei Finnlands SDP (Suomen Sosialidemokraattinen Puolue) in der Kommunalpolitik und war zwischen 1937 und 1988 51 Jahre lang Mitglied des Gemeinderates seines Geburtsortes Vihti.
Bei der Parlamentswahl am 2. und 3. Juli 1951 wurde Helle für die SDP im Wahlkreis „Uusimaa“ erstmals zum Mitglied des Parlaments gewählt und gehörte diesem nach seinen Wiederwahlen am 7. und 8. März 1954, 6. und 7. Juli 1958, 4. und 5. Februar 1962, 20. und 21. März 1966, 15. und 16. März 1970, 2. und 3. Januar 1972, 21. und 22. September 1975 sowie am 18. und 19. März 1979 bis zur Parlamentswahl am 20. und 21. März 1983 an. Während seiner langjährigen Parlamentszugehörigkeit war er zwischen 1958 und 1969 erstmals Vorsitzender des Finanzausschusses. Des Weiteren und war er zwischen 1955 und 1968 Vorsitzender der SDP der damaligen Provinz Uusimaa sowie von 1957 bis 1984 Mitglied des Parteivorstandes der Sozialdemokratischen Partei. Darüber hinaus engagierte er sich weiterhin von 1958 bis 1976 als Vorsitzender des Gemeinderates von Vihti, zwischen 1964 und 1990 als Vorstandsvorsitzender des Rehabilitationszentrums im Helsinkier Stadtteil Käpylä sowie von 1964 bis 1983 als Vorsitzender des Aufsichtsrates der Genossenschaft in der Region Vihti.
1967 übernahm Veikko Helle die Funktion als Vorsitzender der Sozialdemokratischen Fraktion im Parlament und hatte diese Funktion bis 1970 inne. Daneben war er zwischen 1968 und 1974 Vorsitzender des Bundesrates des Bundes der Arbeitersportvereine sowie von 1969 bis 1982 Vorsitzender des Aufsichtsrat des Staatsunternehmens Valmet Oy. Ferner war er zwischen 1970 und 1983 in Personalunion zeitgleich Vorsitzender des Bundesrates des Zentralverbandes der Konsumgenossenschaften, Vorsitzender des Aufsichtsrates von OTK (Osuustukkukauppa), ein Genossenschaftlicher Großhandel, der 1917 für die fortschrittliche Gewerkschaftsbewegung Finnlands gegründet wurde, sowie Vorsitzender des Aufsichtsrates des Baumarkt- und Baustoffunternehmens Renlund Oy, einem Tochterunternehmen der OTK.

Veikko Helle (links) mit Ministerpräsident Ahti Karjalainen (rechts) und Finanzminister Carl Olof Tallgren (Mitte) bei einem Besuch in Tampere (1971)

Am 1. Januar 1970 wurde Veikko Helle in das Kabinett Koivisto I berufen und fungierte als Nachfolger von Viljo Virtanen bis zum 28. Februar 1970 zunächst als Minister im Ministerium für Verkehr und öffentliche Arbeiten (Ministeri kulkulaitosten ja yleisten töiden ministeriössä) und damit als engster Mitarbeiter von Minister Paavo Aitio. Im Zuge einer Umbildung des ersten Kabinetts Koivisto übernahm er am 1. März 1970 erstmals den Posten als Arbeitsminister (Työvoimaministeri) und bekleidete diesen bis zum 14. Mai 1970. Wenige Wochen später wurde er im Kabinett Karjalainen II am 15. Juli 1970 Stellvertretender Ministerpräsident und damit Vertreter von Ministerpräsident Ahti Karjalainen. Im Kabinett Paasio II übernahm er vom 23. Februar bis zum 4. September 1972 abermals das Amt des Arbeitsministers.
Nach seinem Ausscheiden aus der Regierung war Helle 1972 kurzzeitig wieder Vorsitzender des Finanzausschusses und im Anschluss zwischen dem 15. September 1972 und dem 4. Februar 1976 zum ersten Mal Erster Vizepräsident des Parlaments. Er war außerdem zwischen 1972 und 1984 stellvertretender Vorsitzender der Sozialdemokratischen Partei Finnlands und damit Vertreter der Parteivorsitzenden Rafael Paasio (1972 bis 1975) beziehungsweise Kalevi Sorsa.
Als Nachfolger von Vieno Sukselainen von der Zentrumspartei KESK (Suomen Keskusta) wurde Veikko Helle am 5. Februar 1976 Präsident des Parlaments und bekleidete dieses Amt bis zum 31. Februar 1978, woraufhin Ahti Pekkala von der Zentrumspartei neuer Parlamentspräsident wurde. Er war zwischen 1976 und 1985 Präsident des Industrialisierungsausschusses des Kreises Uusimaa und wurde am 1. Februar 1978 erneut Erster Vizepräsident des Parlaments und hatte diese Funktion bis zum 25. März 1983 inne. Zugleich wurde er am 31. Dezember 1982 im Kabinett Sorsa III als Nachfolger von Jouko Kajanoja von der Demokratischen Union des Finnischen Volkes SKDL (Suomen Kansan Demokraattinen Liitto) noch einmal Arbeitsminister und hatte dieses Ministeramt bis zum 6. Mai 1983 inne. 1986 wurde ihm der Ehrentitel Ministeri verliehen.

## Veröffentlichungen
- Puuseppä Suomen eduskunnassa, Mitautor Olavi Hurri, Tammi 1981
- Kehityksen tahto – Vihdissä pidettyjä puheita, Nummelan teollisuusyrittäjät 1992